# 牧野宏司
牧野 宏司（まきの こうじ、1975年 - ）は、日本の財政学者、元財務省職員。

## 略歴
財務省・税関などで22年の勤務。輸出入審査・検査、事後調査などの税関実務に加え、税関の本部である財務省関税局において10数年の経験を有する。
関税率や制度改正（AEOの導入等）、課税価格や知的財産に関する係争（不服申立て）対応など、関税・税関関係業務に幅広く従事した。また、日本の輸出入港湾関連情報システム（NACCS）のASEAN諸国への展開など、貿易関連システムの構築・海外展開の支援も実施してきた。
2020年にデロイト トーマツ税理士法人に入社。